# Carepalxis perpera
Carepalxis perpera là một loài nhện trong họ Araneidae.
Loài này thuộc chi Carepalxis. Carepalxis perpera được Alexander Petrunkevitch miêu tả năm 1911.